# Mohamed Diop (basket-ball)
Pour les articles homonymes, voir Mohamed Diop.
Mohamed Diop, né le 14 mai 1981, est un joueur sénégalais de basket-ball. Il évolue au poste d'ailier.